# Carlos Eduardo Comas
Carlos Eduardo Comas (Sant'Ana do Livramento, 5 de novembro de 1943) é um arquiteto, crítico de arquitetura e professor universitário brasileiro. É reconhecido por sua produção teórica sobre a arquitetura moderna latino-americana e pela atuação como docente e pesquisador na Faculdade de Arquitetura da Universidade Federal do Rio Grande do Sul (UFRGS), onde obteve o título de Professor Emérito em 2019. Sua trajetória inclui contribuições como crítico, curador e autor de ensaios e exposições relevantes no campo da história da arquitetura. Participou como curador convidado da exposição Latin America in Construction: Architecture 1955–1980, realizada pelo Museu de Arte Moderna de Nova York (MoMA) em 2015.
Também é um dos entrevistados do documentário Quando o Brasil Era Moderno (2024), de Fabiano Maciel, que aborda o ciclo da arquitetura moderna brasileira no século XX.

## Formação e carreira acadêmica
Comas formou-se arquiteto em 1966 pela Universidade Federal do Rio Grande do Sul. É mestre em Planejamento Urbano e mestre em Arquitetura pela University of Pennsylvania (1977) e doutor em Projet Architectural et Urbain pela Université Paris VIII (2002). Foi professor titular da Faculdade de Arquitetura da UFRGS até 2013, sendo atualmente professor convidado e orientador permanente do PROPAR-UFRGS na área de Teoria, História e Crítica da Arquitetura.
Foi coordenador do PROPAR entre 2005 e 2008 e, desde 2009, é responsável por sua editoria. Coordenou o DOCOMOMO Núcleo-RS entre 2005 e 2007, e foi coordenador geral do DOCOMOMO Brasil entre 2008 e 2011, reassumindo a coordenação do núcleo regional em 2012.
Comas já orientou 39 dissertações de mestrado e 16 teses de doutorado. Participou de comitês assessores do CNPq e foi representante adjunto da área de Arquitetura e Urbanismo na CAPES (2005–2007).

## Atuação crítica e internacional
Carlos Eduardo Comas desenvolveu significativa atuação crítica e historiográfica no campo da arquitetura moderna brasileira e latino-americana, com projeção internacional. Estabeleceu parcerias acadêmicas com instituições do Uruguai, Argentina e Chile, além de universidades nos Estados Unidos e Europa. Em 1993, recebeu o Prêmio CICA de melhor ensaio crítico concedido pelo Comitê Internacional dos Críticos de Arquitetura. Foi também bolsista da Getty Foundation, em Los Angeles, em 1995.
Em 2015, integrou o grupo de curadores da exposição Latin America in Construction: Architecture 1955–1980, realizada no Museu de Arte Moderna de Nova York (MoMA), ao lado de Barry Bergdoll, Jorge Liernur e Patricio del Real.
Em março de 2023, foi palestrante convidado da School of Architecture da Southeast University (SEU), em Nanjing, China, uma das mais conceituadas instituições de ensino de arquitetura da Ásia. Na ocasião, apresentou a conferência Latin America in Construction, na qual abordou questões historiográficas da arquitetura moderna na América Latina.

## Obra construída
Carlos Eduardo Comas é coautor da CEASA de Porto Alegre, projeto de 1970 realizado em colaboração com Carlos Maximiliano Fayet e Cláudio Luiz Araújo, com consultoria estrutural do engenheiro uruguaio Eladio Dieste. O edifício é considerado uma das obras representativas da arquitetura moderna no sul do Brasil.
Entre 1971 e 1975, Comas projetou cinco residências utilizando a tecnologia construtiva desenvolvida por Eladio Dieste. Quatro delas — as casas Corso, Dexheimer, Jaeger e Loss — empregaram abóbadas de berço como solução de cobertura; já na casa João Reis, localizada em Estância Velha, foram utilizadas cascas em tronco de pirâmide.

## Prêmios e reconhecimentos
- 2019 – Professor Emérito da UFRGS
- 2017 – Philip Johnson Award (Melhor Catálogo de Exposição), Latin America in Construction – Society of Architectural Historians
- 2017 – Melhor catálogo (Guia da Arquitetura do RJ), IAB-RJ
- 2013 – Prêmio CAPES de Melhor Tese – orientador de Sérgio Moacir Marques
- 2012 – Prêmio CAPES de Melhor Tese – orientador de Ana Carolina Pellegrini
- 2006 – Prêmio CAPES de Melhor Tese – orientador de Ruth Verde Zein
- 2005 – Julius Posener CICA Award – Cruelty and Utopia
- 1995 – Bolsa de pesquisa da Getty Foundation
- 1993 – Prêmio CICA – Melhor Ensaio Arquitetônico (1990–1993)
- 1990 – Professor Emérito da Universidade Andrés Bello – Santiago
- 1975 – Bolsa Fulbright

## Publicações e atuação editorial
É membro do conselho editorial das revistas Arqtexto (UFRGS), Arcos (ESDI/UERJ), Arquitextos (Vitruvius) e Architectural Research Quarterly (Cambridge University). É também membro do CICA – Comitê Internacional dos Críticos de Arquitetura da UIA e integra o Conselho Consultivo do IPHAN.

## Obras selecionadas

### Livros e catálogos
- BERGDOLL, Barry (org.); COMAS, Carlos Eduardo (org.); LIERNUR, Jorge Francisco (org.); DEL REAL, Patricio (org.). Latin America in Construction: Architecture 1955–1980. New York: MoMA – The Museum of Modern Art, 2015. 320 p.
- CANEZ, A. P. ; COMAS, Carlos Eduardo ; BOHRER, G. V. . Arquiteturas Cisplatinas: Roman Fresnedo Siri e Eladio Dieste em Porto Alegre. 1. ed. Porto Alegre: Editora UniRitter, 2004. v. 1. 189p .
- COMAS, Carlos Eduardo. Projeto Arquitetônico: Disciplina Em Crise, Disciplina Em Renovação.. 1. ed. São Paulo: Editora Projeto, 1986. 94p .

### Tese
- COMAS, Carlos Eduardo. Precisões brasileiras. Sobre um estado passado da Arquitetura e Urbanismo modernos: a partir dos projetos e obras de Lúcio Costa, Oscar Niemeyer, MMM Roberto, Affonso Reidy, Jorge Moreira & Cia., 1936–45. 2002. 3 v. Tese (Doutorado) – Universidade de Paris VIII, Paris, França, 2002.

### Capítulos de livros
- COMAS, Carlos Eduardo. “Brasil: Brasília e a arquitetura moderna brasileira”. In: BERGDOLL, Barry et al. (org.). Latin America in Construction: Architecture 1955–1980. New York: MoMA, 2015.

### Artigos em periódicos
- COMAS, Carlos Eduardo. “Oscar Niemeyer: do moderno ao moderno”. AU – Arquitetura e Urbanismo, São Paulo, n. 75, p. 86–91, 1998.
- COMAS, Carlos Eduardo. “O projeto moderno em questão: Lucio Costa e o Brasil”. Projeto, São Paulo, n. 215, p. 56–61, 1998.
- COMAS, Carlos Eduardo. "Arquitetura Moderna, Estilo Corbu, Pavilhão Brasileiro". AU. Arquitetura e Urbanismo, São Paulo, v. 26, p. 92-101, 1989.
- COMAS, Carlos Eduardo. "Teoria Academica, Arquitectura Moderna, Corolario Brasileño". Anales Del Instituto Del Arte Americano, Buenos Aires, v. 26, p. 85-96, 1988.
- COMAS, Carlos Eduardo. "Protótipo, Monumento, Um Ministerio, O Ministerio". Projeto, São Paulo, n. 102, p. 136-149, 1987.